# Testerep

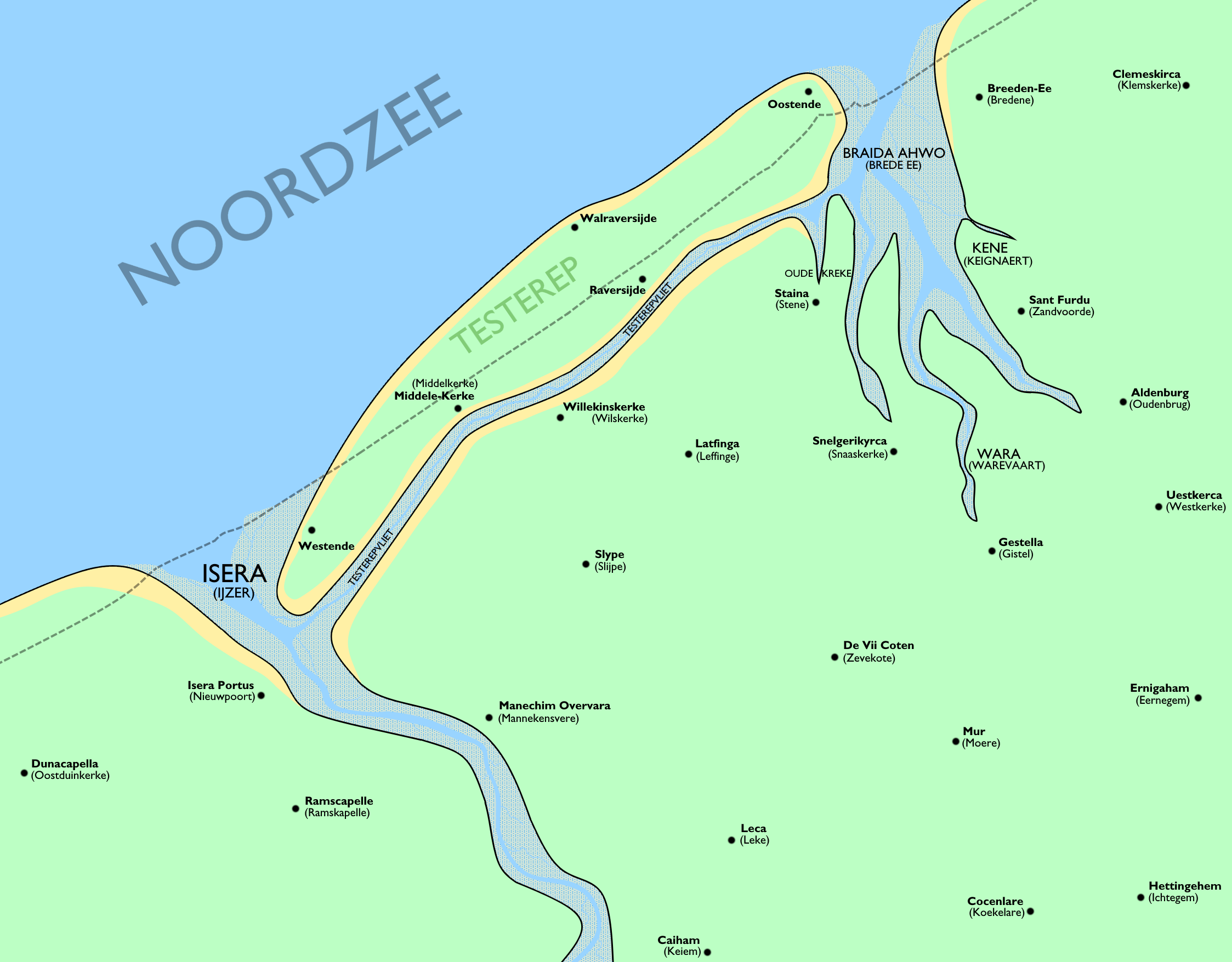
De Vlaamse Kust in de middeleeuwen

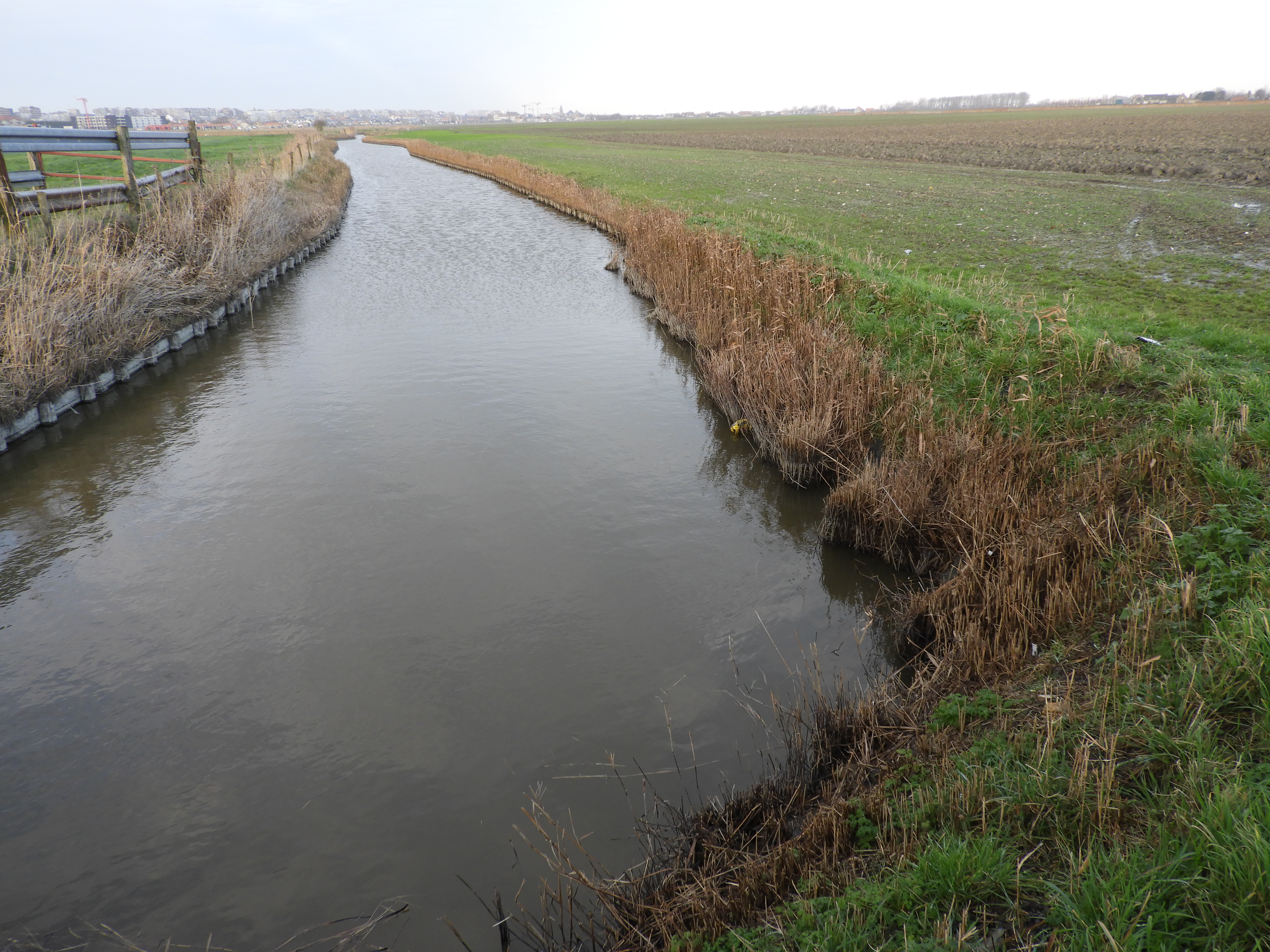
Het Groot Geleed, een sterk geslonken restant van de Testerepvliet

Testerep (soms verbasterd tot Ter Streep) was tot de middeleeuwen een (schier)eiland aan de Belgische kust, waarvan een deel nu het huidige vasteland vormt tussen Oostende en Lombardsijde. Het was een met schorren begroeide landtong die door een grote geul werd gescheiden van de rest van de kustvlakte.

## Historiek

### Ontstaan
Testerep ontstond tussen de vijfde en zesde eeuw voor de Belgische Noordzeekust tussen Nieuwpoort en Bredene, ten gevolge van de getijdenwerking. De landtong, in de volksmond ook wel Ter Streep genoemd, werd van het vasteland gescheiden door de Testerepvliet, een zuidelijk gelegen getijdengeul die bij vloed helemaal onder water stond. Deze oostelijke zijgeul van de IJzer stroomde noordoostwaarts naar het 'Brede Ee', een ide (inham) van de Noordzee ten westen van het huidige Bredene. Omdat Testerep in de daaropvolgende eeuwen regelmatig werd overstroomd was vaste bewoning op het eiland niet mogelijk. Pas nadat zich in de tiende eeuw een beschermende duinengordel had gevormd ontstonden op het eiland bescheiden nederzettingen van hoofdzakelijk vissers en schaapherders. Eerst ontstond Oostende in de jaren 990 op het oostelijke uiteinde ("oost-einde") van Testerep, daarna volgden nog Westende op het westelijke uiteinde ("west-einde") en Middelkerke ("Middelkerca") in het midden tussen beide gemeenten in. Later ontstonden nog andere kleinere vissersdorpjes op het eiland zoals Walraversijde, "Sancta Mariae Capella" (het huidige Mariakerke) en Lombardsijde. Het eiland was eigendom van de Vlaamse graaf die het aan de Sint-Pietersabdij in Gent had verpacht.

### Gedeeltelijke inlijving door de zee
In 1267 kende de gravin van Vlaanderen Margaretha van Constantinopel de Oostendse nederzetting stadsrechten toe. Bij de verdere ontwikkeling en uitbreiding van de stad werd de omringende duinengordel in het oosten van Testerep stelselmatig afgeplat. Door het verdwijnen van deze natuurlijke bescherming kregen stormvloeden vrij spel over het eiland. Zo overspoelde en ruïneerde de Sint-Clemensvloed (1334) het kwetsbare eiland. De enorme watersnood tijdens de Sint-Vincentiusvloed (1394) betekende de doodsteek voor de nog jonge, kwetsbare stad. Duizenden stedelingen verlieten noodgedwongen de oorspronkelijke stad en stichtten vijfhonderd meter landinwaarts, niet meer op het vroegere eiland Testerep maar op grond in het ambacht Bredene, een tweede Oostende.
In de vijftiende en zestiende eeuw zouden de verwoestende vloedgolven van een nieuwe reeks van stormvloeden de noordelijke helft van Testerep uiteindelijk in de Noordzee doen verdwijnen. Het zuidelijk deel zou na inpoldering van de Testerepgeul vanaf de twaalfde eeuw deel uitmaken van het vasteland, het breedste deel hiervan vormen Westende en Lombardsijde.

### Heden
Tijdens de inpoldering van de nieuw aangeslibde geulgronden werd de Testerepvliet gekanaliseerd tot het Groot Geleed, een nog steeds bestaande afwateringsgracht ten noorden de Moere-Blote- en Moere-Nieuwlandpolder. De IJzer (huidige havengeul bij Nieuwpoort) heeft aan zijn oostelijke oever nog enkele slikken en schorren als kleine restanten van de oude kreek. Samen met het natuurreservaat IJzermonding, het Sint-Laureinsstrand met de achterliggende duinen en de voormalige marinebasis in Lombardsijde vormde dit gebied vroeger het IJzerestuarium.

## Documentaire
De documentaire Testerep van Vincent Langouche uit 2024 verfilmde een doctoraatsonderzoek over Testerep en gaat aan de hand van het voormalige schiereiland na hoe wij als mensen de wereld bekijken en bestuderen.